# Halalmeta (Ort)
Halalmeta ist ein osttimoresischer Ort im Suco Seloi Craic (Verwaltungsamt Aileu, Gemeinde Aileu).

## Geographie und Einrichtungen
Das Dorf Halalmeta liegt im Osten der Aldeia Halalmeta auf einer Meereshöhe von 1112 m. Der Südwestteil der Siedlung wird Aimera Hun genannt, der Teil im Nordosten Poalete. Drei Straßen treffen hier aufeinander. Eine führt nach Westen und durchquert die gesamte Aldeia, auf der Straße nach Norden gelangt man in die Dörfer von Tabulasi. Die Straße nach Südosten teilt sich nach Süden in Richtung Asumhati (Aldeia Aslimhati, Suco Hoholau) und nach Osten zum Dorf Casamou (Aldeia Casamou).
Im Dorf Halalmeta gibt es eine Grundschule, eine Kirche und ein Wassertank.